# Gynocardia odorata

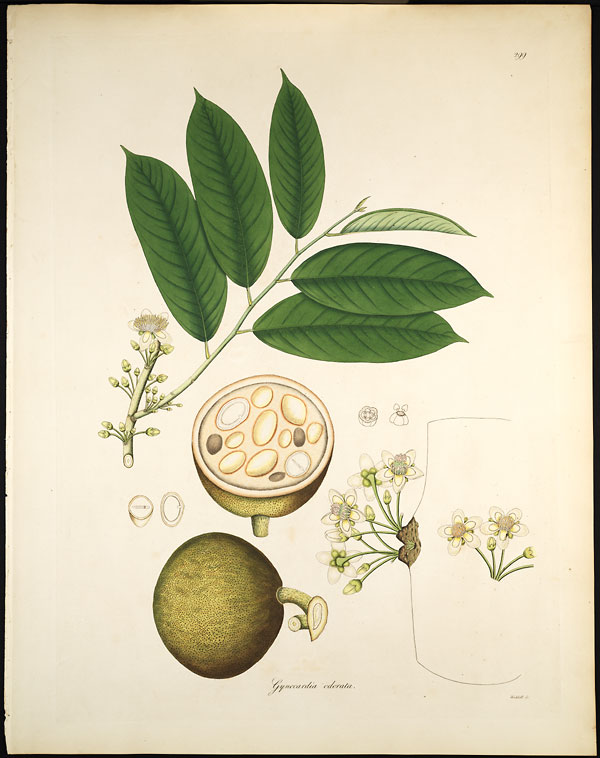
Illustration von Gynocardia odorata

Gynocardia odorata ist ein Baum in der Familie der Achariaceae aus dem nordöstlichen Indien, Nepal, Bhutan, Bangladesch, Myanmar und Thailand. Es ist die einzige Art der Gattung Gynocardia.

## Beschreibung
Gynocardia odorata wächst als immergrüner Baum bis zu 20–30 Meter hoch. Die braune Borke ist im Alter dick und schuppig.
Die einfachen, kurz gestielten und ledrigen Laubblätter sind wechselständig. Der fast kahle Blattstiel ist 1–3 Zentimeter lang. Die Blätter sind ganzrandig und spitz, bespitzt bis geschwänzt. Sie sind eilanzettlich bis verkehrt-eilanzettlich oder elliptisch sowie 13–22 Zentimeter lang und 5–9 Zentimeter breit. Die Nebenblätter sind abfallend.
Gynocardia odorata ist zweihäusig diözisch. Die männlichen Blüten erscheinen achselständig, einzeln oder in kleinen Büscheln, (schirmrispig, traubig) oder auch wie die weiblichen Blüten in Büscheln (schirmrispig) direkt am Stamm kauliflor oder an den Zweigen ramiflor. An den 3–5 Zentimeter langen Blütenstielen sind winzige Tragblätter vorhanden. Die duftenden, fünfzähligen und gelblich-grünen, eingeschlechtlichen, langstieligen, größeren Blüten sind mit doppelter Blütenhülle. Die Kelchblätter sind becherförmig verwachsen mit kurzen Zähnen oder Lappen, die ausladenden Petalen sind mit einer fleischigen, bewimperten Schuppe innen am Grund. Die weiblichen Blüten sind etwas größer als die männlichen. Bei den weiblichen Blüten sind einige behaarte Staminodien ausgebildet und bei den männlichen fehlt ein Pistillode und es sind sehr viele (100), kurze Staubblätter vorhanden. Der einkammerige Fruchtknoten der weiblichen Blüten ist oberständig mit mehreren (3–5) kurzen Griffeln, die kopfigen, großen Narben sind peil- bis herzförmig.
Es werden vielsamige, rundliche und 7–12 Zentimeter große, bräunliche, kahle und raue, feinwärzliche, dickschalige Beeren (Panzerbeere) gebildet. Die vielen, glatten und hellgräulichen Samen in der schleimigen, gelatinösen und duftenden Pulpe sind bis 2–2,5 Zentimeter groß.

## Taxonomie
Die Erstbeschreibung der Gattung Gynocardia und der Art Gynocardia odorata erfolgte 1819 durch William Roxburgh in Plants of the Coast of Coromandel, Band 3, S. 95, tab. 299. Synonyme sind Chaulmoogra odorata Roxb. und Chilmoria dodecandra Buch.-Ham., ein Synonym der Gattung Gynocardia ist Chilmoria Buch.-Ham.

## Verwendung
Ein Speise- oder Lampenöl kann aus den Samen erhalten werden. Es wurde früher fälschlicherweise als Quelle der Chaulmoograsäure genannt.
Das Holz wird lokal verwendet.